# Polygonum scoparium
Polygonum scoparium är en slideväxtart som beskrevs av Esprit Requien och Jean Loiseleur-Deslongchamps. Polygonum scoparium ingår i släktet trampörter, och familjen slideväxter. Inga underarter finns listade i Catalogue of Life.